# Альціон ультрамариновий
Альціо́н ультрамариновий (Todiramphus leucopygius) — вид сиворакшоподібних птахів родини рибалочкових (Alcedinidae). Мешкає на Соломонових островах.

## Поширення і екологія
Ультрамаринові альціони мешкають на Соломонових островах, зокрема на острові Бугенвіль. Вони живуть у вологих тропічних лісах і чагарникових заростях, в сухих тропічних лісах, на плантаціях і в садах. Зустрічаються на висоті до 2000 м над рівнем моря. Живляться комахами і павуками.